# Prenzlauer Allee
Die Prenzlauer Allee in Berlin ist eine der Hauptverkehrsstraßen im Ortsteil Prenzlauer Berg des Bezirks Pankow. Die 2,8 Kilometer lange Ausfallstraße ist nach der Stadt Prenzlau in der Uckermark benannt.
Sie ist die Verlängerung der vom Alexanderplatz kommenden Karl-Liebknecht-Straße und geht im Norden in die Straße Prenzlauer Promenade über. Der nördliche Abschnitt hinter der Kreuzung Danziger Straße ist gleichzeitig das erste Stück der Bundesstraße 109, die als Autobahn 114 weiter zum Autobahndreieck Pankow am Berliner Ring (Bundesautobahn 10) führt.

## Verlauf

Verlauf der südlichen Prenzlauer Allee

Ab der Grenze des Bezirks Mitte an der Kreuzung Torstraße/Mollstraße (Prenzlauer Tor) verläuft sie zwischen Kollwitzkiez und Winsviertel weiter in Richtung Nordnordost, kreuzt die Danziger Straße (Bundesstraße 96a und Teil des Innenstadtrings), sowie die Ringbahn am Bahnhof Prenzlauer Allee der S-Bahn, bevor sie vor der Weißenseer Spitze an der Kreuzung Wisbyer Straße/Ostseestraße endet. Von dort führt auf der Grenze zwischen den Ortsteilen Pankow und Heinersdorf die Prenzlauer Promenade zu der hinter dem Bahnhof Pankow-Heinersdorf (Berlin-Stettiner Eisenbahn) beginnenden Autobahn 114.

## Lage im Stadtraum
Die Prenzlauer Allee ist eine der sieben nach Norden und Osten führenden radialen Ausfallstraßen, die im Hobrecht-Plan im 19. Jahrhundert angelegt wurden. Dazu gehören – mit Beginn aus dem Zentrum heraus von Norden bis Südosten – im Uhrzeigersinn:
- Hackescher Markt – Rosenthaler Straße – Rosenthaler Platz – Brunnenstraße – Badstraße
- Alexanderplatz – Rosa-Luxemburg-Straße – Rosa-Luxemburg-Platz – Schönhauser Allee – Berliner Straße
- Alexanderplatz/Alexanderstraße – Karl-Liebknecht-Straße – Prenzlauer Tor – Prenzlauer Allee – Prenzlauer Promenade
- Molkenmarkt – Gruner-/Alexanderstraße – Otto-Braun-Straße – Greifswalder Straße – Berliner Allee
- Prenzlauer Tor – Mollstraße – Platz der Vereinten Nationen – Landsberger Allee
- Alexanderplatz – Karl-Marx-Allee – Strausberger Platz – Karl-Marx-Allee/Frankfurter Tor – Frankfurter Allee
- Spandauer Straße/Molkenmarkt – Stralauer Straße – Holzmarktstraße – Stralauer Platz – Mühlenstraße – Stralauer Allee

## Geschichte
Die Straße wurde bereits früh als Fernhandelsweg nach Prenzlau genutzt, daher auch der spätere Name. Bis etwa 1824 hieß sie Heinersdorfer Weg; Heinersdorf war die erste Ortschaft an der Straße außerhalb Berlins. Mit dem Entwurf und der Planung durch Salomo Sachs und die Bewilligung zum Neubau am 3. Dezember 1824 wurde sie Prenzlauer Chaussee genannt und ab 1878 schließlich zur Allee hochgestuft. Eine neu gegründete Aktiengesellschaft und die preußische Regierung setzten die Pläne von Sachs um.

## Bemerkenswerte Gebäude

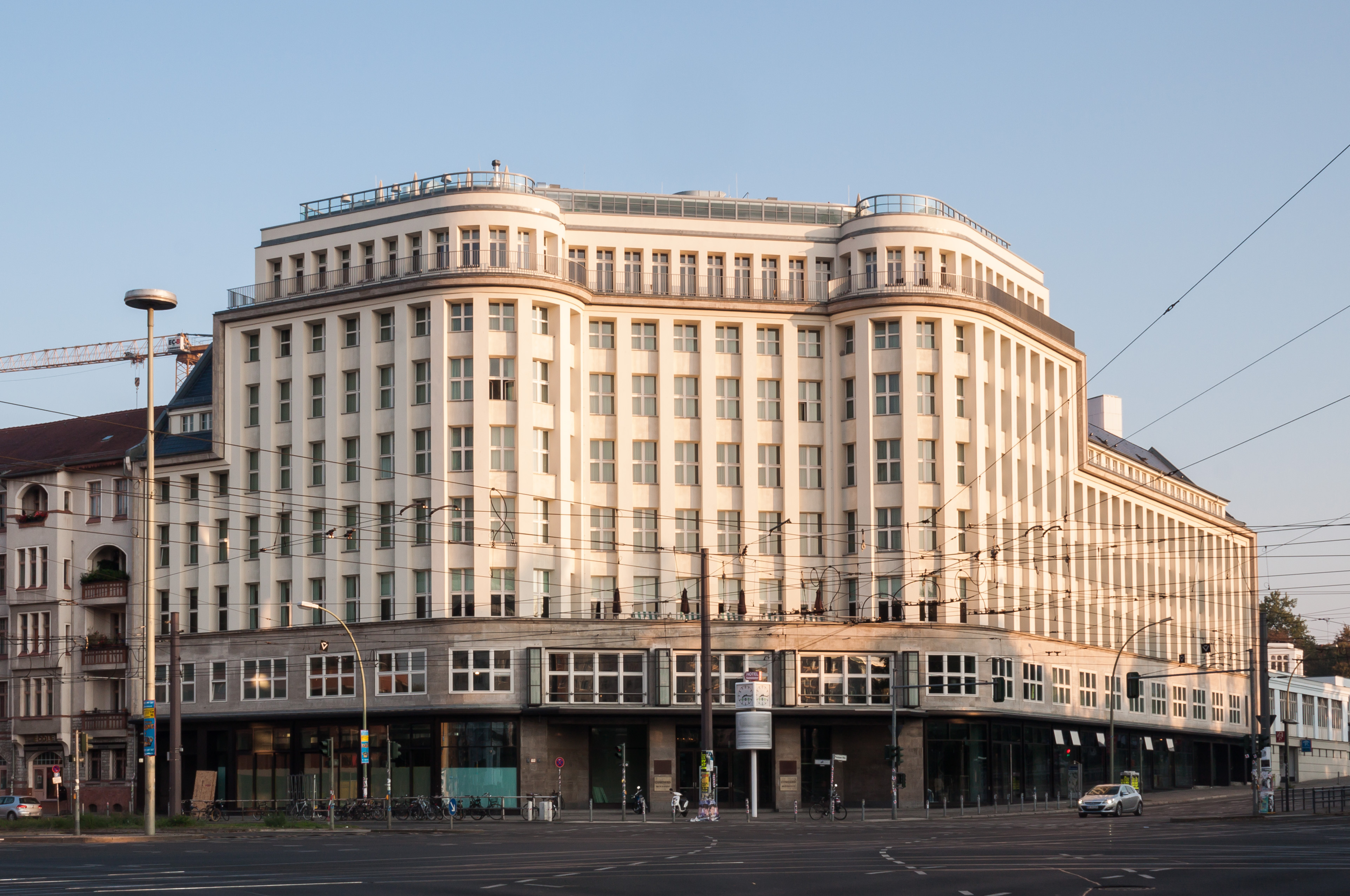
Soho House Berlin, das ehemalige Kaufhaus Jonaß

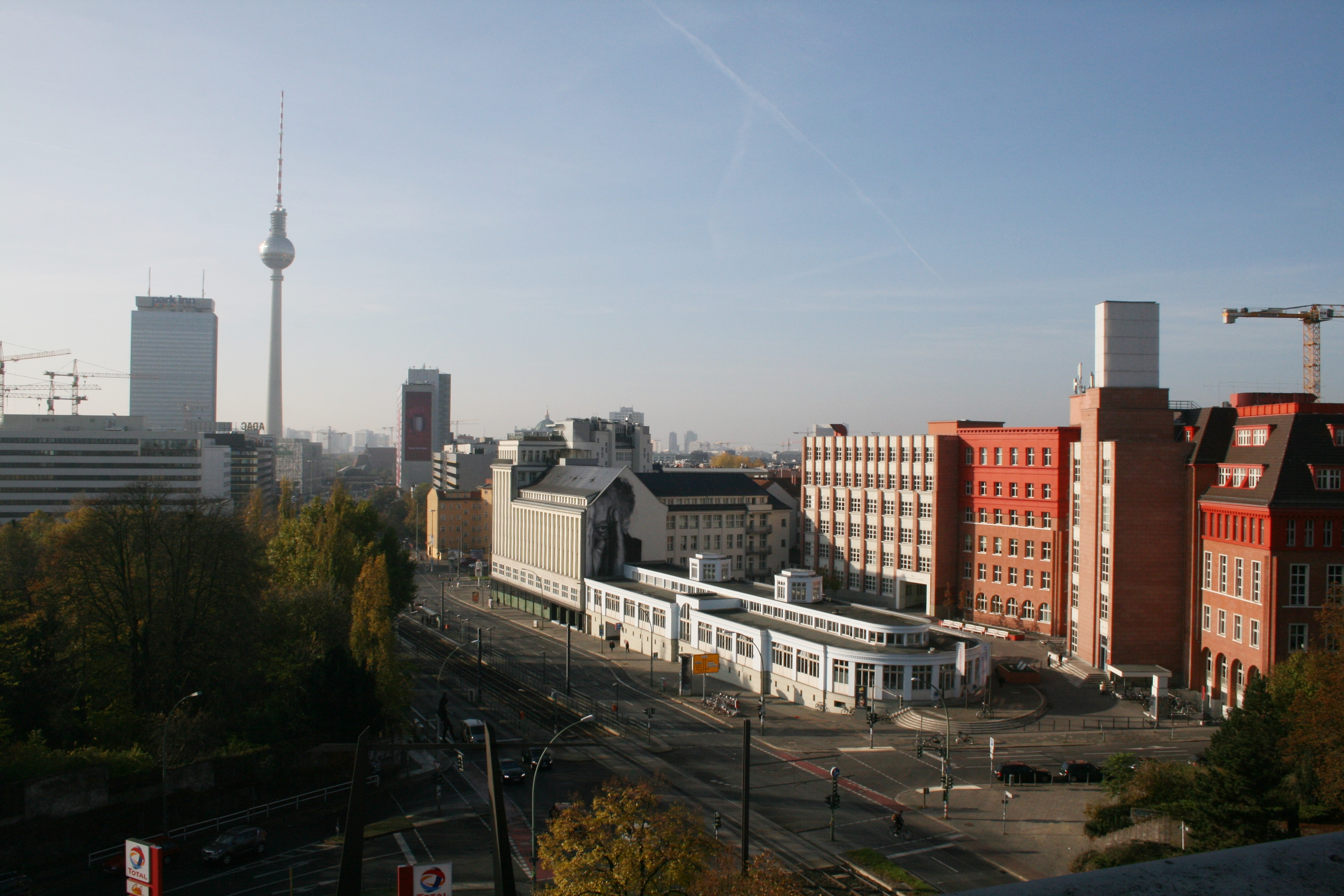
Südliche Prenzlauer Allee mit der Backfabrik

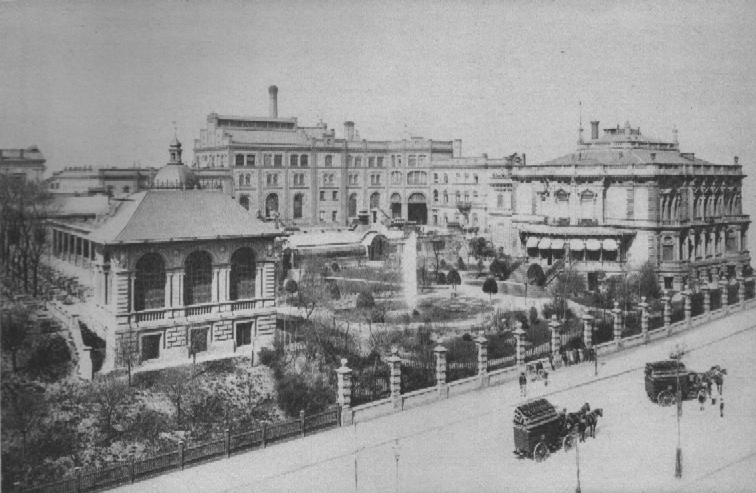
Bötzow-Brauerei um 1900

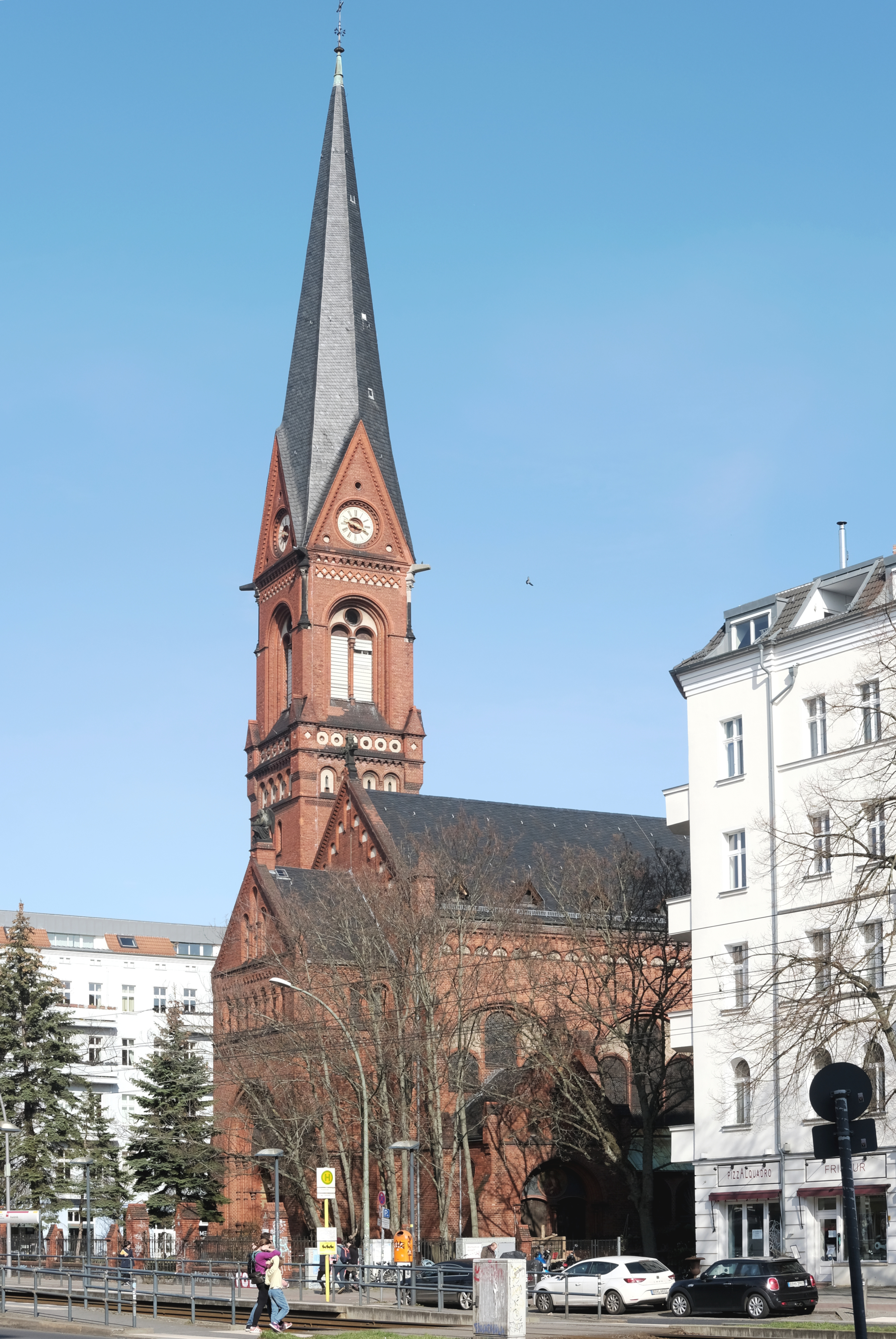
Immanuelkirche

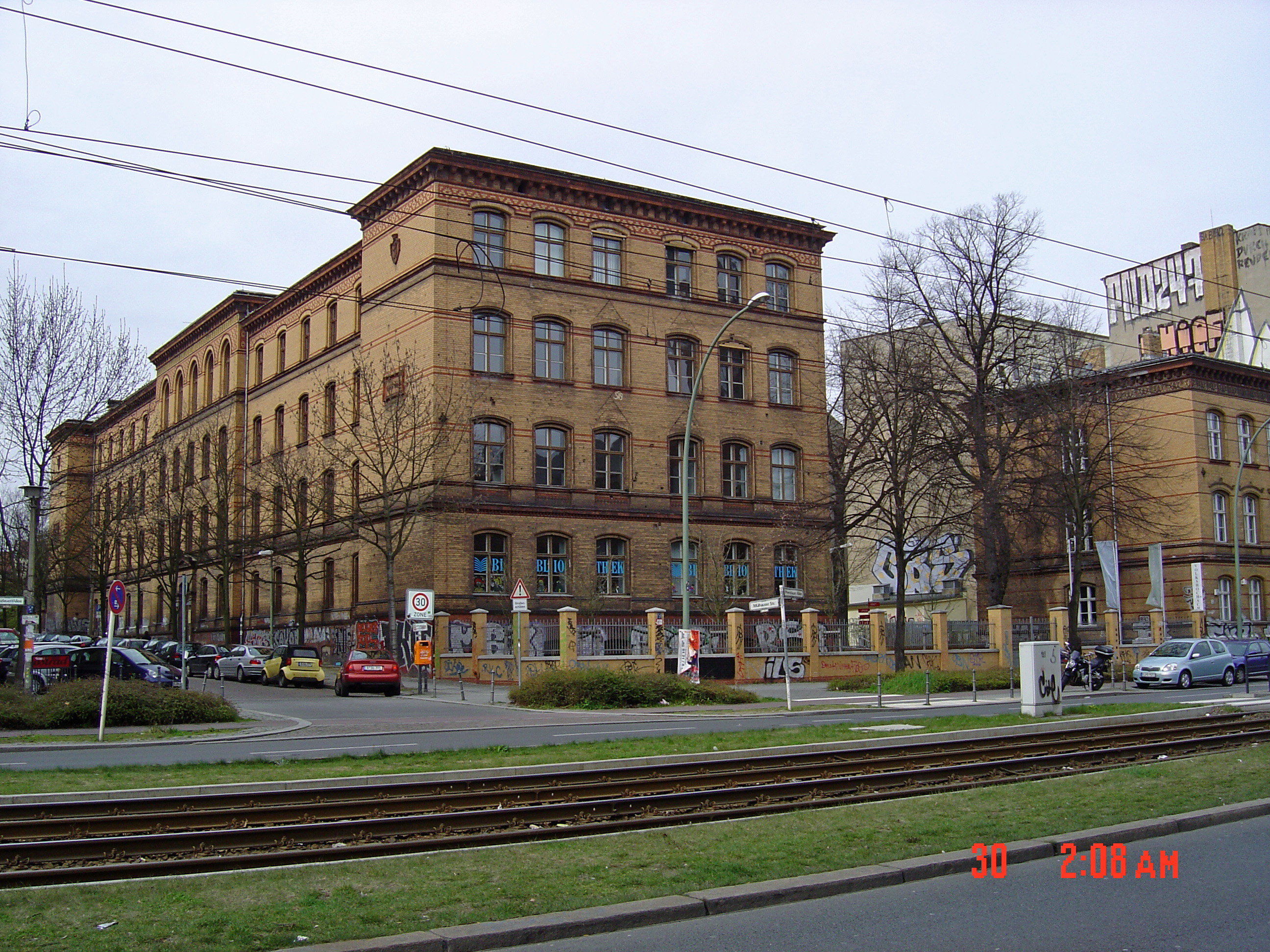
Ehemalige Gemeinde-Doppelschule

### Kaufhaus Jonaß
Am Prenzlauer Tor befindet sich das ehemalige Kaufhaus Jonaß des jüdischen Kaufmanns Herrmann Golluber. In dem 1928–1929 im Stil der Neuen Sachlichkeit von den Architekten Bauer und Friedländer errichteten Gebäude befanden sich – nach der Enteignung der jüdischen Eigentümer – von 1934 bis 1945 der Sitz der Reichsjugendführung und von 1946 bis 1959 unter der Bezeichnung Haus der Einheit  der Sitz des Zentralkomitees (ZK) der SED. Danach wurde es vom Institut für Marxismus-Leninismus beim Zentralkomitee der SED genutzt. Seit 1995 stand das Gebäude leer. Nach der Rückübertragung an die Erben wurde es 2007 von einer britischen Investorengruppe gekauft und 2010 als Soho House Berlin verwendet.

### Aschinger Brotfabrik
Unmittelbar nördlich davon befinden sich die Anfang 2000 renovierten Gebäude der ehemaligen Backfabrik. Auf dem Gelände errichteten die Gebrüder Aschinger Ende des 19. Jahrhunderts ihre Hauptverwaltung und belieferten von hier aus ihre über die ganze Stadt verteilten Eckkneipen und Stehbierhallen mit Erbsensuppe und Schrippen. Mitte der 1920er Jahre kam eine große Anzahl von Werkstätten und Lebensmittelproduktionen hinzu, um zusätzlich Hotels und Restaurants des Aschinger-Imperiums versorgen zu können. 4000 Menschen arbeiteten damals an diesem Standort, wöchentlich wurden 1,1 Millionen Brötchen gebacken. Aschinger war zu dieser Zeit Europas größter Gastronomiebetrieb und gilt als Vorläufer der Fastfood-Ketten. Ab 1947 nutzten zuerst der Betrieb Aktivist und später das Backwarenkombinat Berlin (VEB BAKO) das Gelände, um Schrippen, Brot – und auch das Moskauer Sahneeis – für ganz Ost-Berlin zu produzieren. 1990/1991 erwarb der Berliner Unternehmer Horst Schiesser den Betrieb. Er führte die Großbäckerei bis 1997 unter dem Namen Cityback weiter. Seit 2002 ist die Backfabrik ein Dienstleistungszentrum, in dem u. a. die Firma VZnet Netzwerke ihren Sitz hat, die Online-Communitys wie studiVZ, schülerVZ und meinVZ betreibt. Auch das Dunkelrestaurant Nocti Vagus hat hier seinen Sitz.

### Bötzow-Brauerei
Etwas weiter nördlich, zwischen Saarbrücker und Metzer Straße, stehen die nur teilweise erhaltenen Gebäude der Bötzow-Brauerei. Die ehemals größte Berliner Privatbrauerei produzierte von 1864 bis 1945. Im angeschlossenen Biergarten fanden einst 6000 Besucher Platz. Im Zusammenhang mit dem Spartakus- oder Januaraufstand des Jahres 1919 tagte hier der Revolutionsausschuss unter Leitung von Karl Liebknecht. Daran erinnert seit 1959 ein Gedenkstein des Bildhauers Otto Maercker am damaligen Aufgang zum Gartenlokal (Ecke Saarbrücker Straße/Prenzlauer Allee).
Ab 1995 plante die Metro AG auf dem Brauerei-Gelände einen Komplex aus Einkaufszentrum, Büros, Restaurants und Wohnungen, der nie realisiert wurde. 2010 kaufte der Unternehmer Hans Georg Näder das Gelände und kündigte Pläne für eine gemischte Gewerbe- und Wohnnutzung an.

### Immanuelkirche
Zwischen der Raabe- und der Immanuelkirchstraße steht die von 1891 bis 1893 im neoromanischen Stil erbaute Immanuelkirche. An ihrer Einweihung am 21. Oktober 1893 nahm auch das Kaiserpaar Wilhelm II. und Auguste Viktoria teil. Heute finden dort neben den Gottesdiensten der Immanuelgemeinde Konzerte unterschiedlichen Inhalts statt.
Gegenüber befindet sich der Gebäudekomplex der 1886 fertiggestellten ehemaligen Gemeindedoppelschule, als Knaben- und Mädchenschule nach Plänen des Stadtbaurats Hermann Blankenstein errichtet. In diesem Gebäude wuchs Sebastian Haffner auf, da sein Vater hier als Direktor eine Wohnung hatte. Im 21. Jahrhundert dienen die Gebäude dem Bildungszentrum am Wasserturm mit Volkshochschule, Bibliothek und Prenzlauer Berg Museum.
Am Haus Prenzlauer Allee 35, zwischen Immanuelkirch- und Marienburger Straße, erinnert eine Gedenktafel an Erich Nehlhans, der hier bis zu seiner Verhaftung im März 1948 wohnte. Nehlhans war nach Ende des Zweiten Weltkriegs Mitbegründer und Vorsitzender der Jüdischen Gemeinde zu Berlin.

### Hospital- und Siechenhaus, Bezirksamt und Zentrale der Berliner Staatssicherheit
Zwischen Fröbelstraße und Stargarder Straße ist an der Prenzlauer Allee das Gebäudeensemble des ehemaligen städtischen Hospital- und Siechenhauses relativ gut erhalten (Hausnummern 63–79). Es wurde 1886–1889 nach dem Entwurf und unter der Oberleitung von Hermann Blankenstein zusammen mit dem städtischen Obdach an der Fröbelstraße errichtet. Das Hospital- und Siechenhaus wandelte sich 1927 zum Krankenhaus Hufeland-Hospital. Im Jahr 1934 wurde es aufgelöst, die Patienten in die Heilanstalten in Berlin-Buch verlegt, und das Bezirksamt Prenzlauer Berg zog in den Gebäudekomplex ein. Es war 1920 gebildet und an verschiedenen Standorten untergebracht worden. Im Zweiten Weltkrieg zerstörte ein Luftangriff ein Gebäude, die übrigen erlitten nur wenige Schäden. Im Mai 1945 nahm die sowjetische Kommandantur für Prenzlauer Berg ihren Sitz in dem Teil des Bezirksamtes, der an der Prenzlauer Alle lag. Im Haus 3 richtete die bezirkliche Operativgruppe der sowjetischen Geheimpolizei NKWD im Keller ihr Gefängnis mit 40 fensterlosen Zellen ein. Die sowjetische Besatzungsmacht räumte 1950 die Gebäude für das Ministerium für Staatssicherheit, das sie als Standort seiner Verwaltung Groß-Berlin von 1951 bis zum Umzug in einen Neubau nach Lichtenberg 1985 nutzte, wobei das Kellergefängnis, genannt „Hundekeller“, bis zur endgültigen Verlegung der Berliner Untersuchungsabteilung des MfS in das Gerichtsgebäude Kissingenstraße im Jahr 1956 in Betrieb geblieben war. In das Haus 3 zog die Bezirksleitung der SED und in die übrigen Gebäude der Rat des Stadtbezirks Prenzlauer Berg ein. Bis 2001, als der Bezirk Prenzlauer Berg im Bezirk Pankow aufging, nahm das „Rathaus Prenzlauer Berg“ das Areal des ehemaligen städtischen Hospital- und Siechenhauses in Anspruch.
Seither unterhält das Bezirksamt Pankow im Bauensemble als Teil Prenzlauer Berg sein Archiv sowie verschiedenen bezirkliche Einrichtungen. Das Haus 3 fällt seit Oktober 2005 dadurch auf, dass das gesamte Gebäude im oberen Abschluss des Gebäudesockels von einem Textband (weiße Texte auf schwarz-glänzendem Grund) eingefasst ist. Die hierauf zu lesenden Texte gehören zum künstlerischen Denkzeichen Fragen der Künstlerin Karla Sachse, das an die Haftorte der sowjetischen Geheimpolizei und später der Staatssicherheit in diesem Gebäude erinnert. Das Denkzeichen geht auf einen Beschluss der Bezirksverordnetenversammlung von 1998 und dessen Verwirklichung durch das Engagement einer Bürgerinitiative zurück.
An der Ecke zur Danziger Straße steht die 1967–1968 von Stephan Horota geschaffene Plastik Kinder unterm Regenschirm.

## Parks und Friedhöfe
Unmittelbar nördlich an das heutige Bezirksamt anschließend und unweit des S-Bahnhofs befindet sich das Zeiss-Großplanetarium. Hier grenzt die Prenzlauer Allee an den Ernst-Thälmann-Park.
Zwischen Mollstraße und Straße Prenzlauer Berg befindet sich der St.-Marien- und St.-Nikolai-Friedhof I (auch Alter Friedhof der St.-Nikolai- und St.-Marien-Gemeinde genannt). Er wurde von den evangelischen Gemeinden der Marienkirche und der Nikolaikirche am 27. Juli 1802 eröffnet und 1814 und 1847 erweitert. Das Gelände lag unmittelbar an der eigens verschobenen Akzisemauer zwischen Prenzlauer Tor und Bernauer Tor (ab April 1810 Königstor) innerhalb des damaligen Berliner Stadtgebietes. Seit den 1990er Jahren ist der Friedhof ein Gartendenkmal.
Nördlich davon und außerhalb der Akzisemauer (zwischen der Straße Prenzlauer Berg und der Heinrich-Roller-Straße) kauften die Marien- und Nikolaigemeinde 1858 ein neues Grundstück an der damaligen Prenzlauer Chaussee. Hier entstand der Neue bzw. der St. Marien- und St. Nikolai-Friedhof II. Der Eingang befindet sich in einer Häuserlücke zwischen den Gebäuden Prenzlauer Allee 6 und 8. In östlicher Richtung bis zur Greifswalder Straße schließt sich der Friedhof I der Georgen-Parochialgemeinde, ehemals Georgenfriedhof, an. Er wurde 1814 vor dem Königstor angelegt.

## Öffentlicher Verkehr

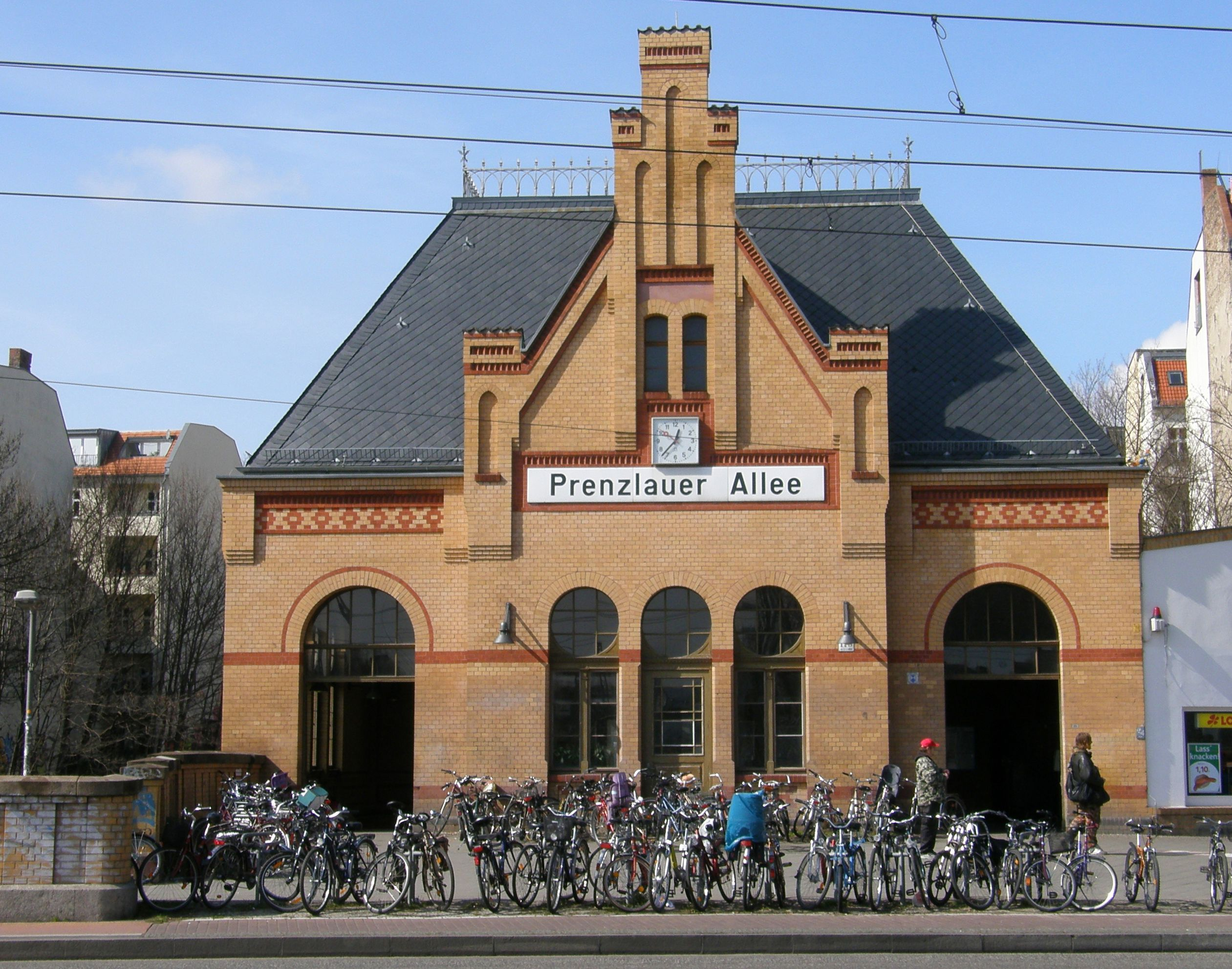
Eingangsgebäude des S-Bahnhofs Prenzlauer Allee

Als Pferdebahn zwischen dem Alexanderplatz und der Gustav-Adolf-Straße in Weißensee nahm die Neue Berliner Pferdebahn 1895 den Streckenbetrieb durch die Prenzlauer Allee auf. Im Jahr 1901 wurde die Linie durch die Große Berliner Straßenbahn elektrifiziert. Die Prenzlauer Allee wird auf gesamter Länge von der Straßenbahnlinie M2 befahren. Diese verbindet Heinersdorf mit dem Stadtzentrum und endet am Alexanderplatz. Zudem kreuzen die Straßenbahnlinien M10 entlang der Danziger Straße sowie die 12 und M13 am nördlichen Ende (Wisbyer Straße/Prenzlauer Promenade) die Allee.
Etwa auf halber Strecke zwischen Wisbyer Straße/Ostseestraße und Danziger Straße befindet sich der S-Bahnhof Prenzlauer Allee mit einem markanten, 1891–1892 in Klinkerbauweise erbauten Eingangsgebäude. Neben den beiden Ringbahnlinien S41 und S42 der S-Bahn verkehren dort die Linien S8, S85 und S9.